# Zróbmy sobie wnuka
Zróbmy sobie wnuka – komedia polska z 2003 roku. Okres zdjęciowy: 24 września – 26 października 2002. Adaptacja sztuki Marka Rębacza Dwie morgi utrapienia.

## Fabuła
W centrum jednego z wielkich miast wśród biurowców stoi domek otoczony ogródkiem. Jego mieszkańcy, Maniek i Gienia Koselowie, nie marzą o przeprowadzce do nowoczesnych apartamentów. Mańkowi sen z powiek spędza los dwojga dorosłych dzieci – Zosi i Janka. Żadne z nich nie wstąpiło jeszcze w związek małżeński. Słynący z licznych romansów Janek jest wziętym ginekologiem, a inteligentna, ale raczej zasadnicza Zosia pracuje jako specjalistka od public relations. Kosela stawia więc sobie za punkt honoru doprowadzenie dzieci do ołtarza.

## Obsada
- Andrzej Grabowski – Maniek Kosela
- Paweł Deląg – Janek Kosela
- Joanna Żółkowska – Gienia Koselowa
- Zbigniew Zamachowski – Gustaw Mytnik
- Katarzyna Bujakiewicz – Krysia Tuchałowa, siostrzenica Koselów
- Małgorzata Kożuchowska – Zosia Koselówna
- Bartłomiej Topa – Kawa, pracownik Koseli
- Andrzej Zieliński – Juliusz
- Sławomir Pacek – listonosz
- Sławomir Orzechowski – Proboszcz
- Jolanta Fraszyńska – Sprzedawczyni
- Jerzy Kowalczyk – Perkusista
- Paweł Burczyk – Młody
- Irena Kownas – Apolonia Tuchała, matka Krysi
- Lioudmiła Tsekh – Grająca na instrumentach klawiszowych
- Tomasz Lengren – Szwendas
- Bogusław Sochnacki – Antoni
- Wojciech Skibiński – pracownik stacji benzynowej
- Anna Dereszowska – Basia